# Tyler Gaffney
(en) Statistiques sur pro-football-reference
Tyler Gaffney (né le 10 avril 1991 à San Diego, Californie) est un joueur américain de football américain évoluant au poste de running back. Sélectionné en 204e position au sixième tour de la draft 2014 de la NFL par les Panthers de la Caroline, il est rapidement relâché à la suite d'une blessure au genou au camp d'entraînement. Récupéré par les Patriots de la Nouvelle-Angleterre, il remporte les Super Bowls XLIX et LI avec le club, même s'il n'est que joueur de l'équipe d'entraînement.

## Biographie

### Carrière universitaire
Tyler Gaffney joue avec les Cardinal de Stanford de 2009 à 2013 à la fois au football américain et au baseball. S'il privilégie le football américain, il est néanmoins sélectionné par les Pirates de Pittsburgh lors du 24e tour de la draft de Major League Baseball en 2012. Lors de sa dernière saison universitaire, il court pour 1 709 yards et inscrit 21 touchdowns à la course.

### Carrière professionnelle

#### Panthers de la Caroline
Tyler Gaffney est sélectionné au sixième tour de la draft 2014 de la NFL par les Panthers de la Caroline au 204e choix. Alors qu'il est en compétition pour le troisième poste de running back, Gaffney se blesse lors du camp d'entraînement des Panthers au genou gauche,. À la suite de cette blessure, il est relâché par les Panthers.

#### Patriots de la Nouvelle-Angleterre
Le 28 juillet 2014, Gaffney est réclamé par les Patriots de la Nouvelle-Angleterre. Toujours blessé, il est placé sur la liste des blessés pour la fin de la saison. Les Patriots remportent le Super Bowl XLIX sans que le joueur ne dispute une seule rencontre.
Lors des saisons 2015 et 2016, Tyler Gaffney est régulièrement relâché et récupéré par les Patriots. Il s'illustre lors des rencontres de pré-saison 2016 lors de laquelle il est régulièrement le meilleur coureur en yards. Au début de septembre, à la suite d'une nouvelle blessure, il est placé sur la liste des blessés. Lorsqu'il est apte, il est signé dans l'équipe d'entraînement des Patriots pour le reste de la saison. Il remporte le Super Bowl LI avec l'équipe, bien qu'étant de nouveau inactif. Le 20 mars 2017, Gaffney est libéré par les Patriots et se retrouve agent libre.

## Palmarès
- Vainqueur des Super Bowls XLIX et LI avec les Patriots de la Nouvelle-Angleterre